# Różowy smok Serendipity
Różowy smok Serendipity / Serendipity – różowy smok (jap. ピュア島の仲間たち Pyuatō no nakama-tachi) – japoński serial anime składający się z 26 odcinków, wyprodukowany przez NTV i Zuiyo Co., Ltd. (obecnie: Nippon Animation) i emitowany w japońskiej TV w 1983 roku. Głównym reżyserem był Nobuo Ōnuki. 
Serial został zrealizowany na podstawie serii książek dla dzieci pt.: Serendipity, autorstwa Stevena Cosgrove’a z ilustracjami Robina Jamesa.

## Opis fabuły
Film opisuje przygody różowego smoka imieniem Serendipity, który pomaga małemu chłopcu i ochrania wyspę, przy której rozbił się statek.

## Obsada (głosy)
- Mari Okamoto jako Serendipity
- Michiko Nomura jako Kōna (ang. Bobby)
- Yūji Mitsuya jako Pira-Pira
- Noriko Tsukase jako Akanatsu
- Kei Tomiyama jako Dolf
- Kōsei Tomita jako Kapitan Smadge
- Rihoko Yoshida jako Minta
- Yuri Nashiwa jako Księżniczka Lola
- Rikka Ayasaki jako Opowiadacz

## Wersja polska
„Serendipity – różowy smok” – wersja z angielskim dubbingiem i polskim lektorem została wydana na VHS w latach 90. przez Mada Video Film. Wersja okrojona, 90 minutowa.
„Różowy smok Serendipity” - wersja prezentowana była przez Top Canal.